# Кайсаров Паїсій Сергійович
Паїсій Сергійович Кайсаров (нар. 23 травня 1783 — пом. 27 лютого 1844) — російський генерал від інфантерії.

## Життєпис
Народився 23 травня 1783 року. Походив зі стародавнього дворянського роду. Отримав домашню освіту. У квітні 1791 року записаний сержантом у лейб-гвардії Преображенський полк. У січні 1797 проведений в прапорщики з переводом в Ярославський піхотний полк.
На початку 1805 року звільнився з армії і був призначений в Міністерство комерції. Проте в тому ж році, у зв'язку з початком воєнних дій з Францією, знову повернувся на військову службу і призначений ад'ютантом до генерала від інфантерії М. І. Голенищева-Кутузова. За виявлену відмінність у боях був переведений в лейб-гвардії Семенівський полк. Під час битви під Аустерліцом отримав сильну контузію. Під час російсько-турецької війни 1806–1812 років воював у Молдавії та Валахії.
У 1811–1812 роках був правителем канцелярії головнокомандувача М. І. Голенищева-Кутузова, неодноразово виконував дипломатичні доручення, був секретарем мирного конгресу в Бухаресті. У жовтні 1811 проведений в полковники.
Під час Франко-російської війни 1812 року служив при штабі М. І. Голенищева-Кутузова спочатку в Петербурзькому ополченні, а потім в армії (як черговий генерал) бився під Бородино і був присутній на військовій раді у Філях (1 вересня).
У серпні 1812 року проведений в генерал-майори. У жовтні 1812 року призначений шефом Севастопольського піхотного полку. Після вигнання французів з Росії перейшов з штабу головнокомандуючого на стройову посаду — начальником авангарду козачого корпусу генерала від кавалерії грофа І. Платова і під час однієї із сутичок з французами був поранений списом.
В ході закордонних походів російської армії 1813–1814 років командував окремими «летючими» загонами і особливо відзначився в битві при Ганау (жовтень 1813 року).
Під час бойових дій у Франції в 1814 році взяв штурмом  місто Мелен, перекривши тим самим шлях наступу армії Наполеона з Фонтенбло на Париж. У 1814 році перебував у при імператорі Олександрі I в Парижі, а потім послідовно обіймав посади: командира 2-ї бригади 23-ї піхотної дивізії, начальника штабу 1-го піхотного корпусу, був у свиті імператора по квартирмейстерській частині, командував 14-ю піхотною дивізією.
У січні 1826 року проведений в генерал-лейтенанти.  У грудні 1826 року призначений сенатором. У 1829-1831 роках був начальником Головного штабу 1-ї армії. З 1831 року командував 3-м і 5-м  (згодом 4-м) піхотними корпусами. У 1831 році на чолі 3-го корпусу брав участь у придушенні польського повстання, на нього було покладена блокада фортеці Замостя, що закінчилася здачею її в жовтні 1831 року. У грудні 1833 року проведений в генерали від інфантерії.

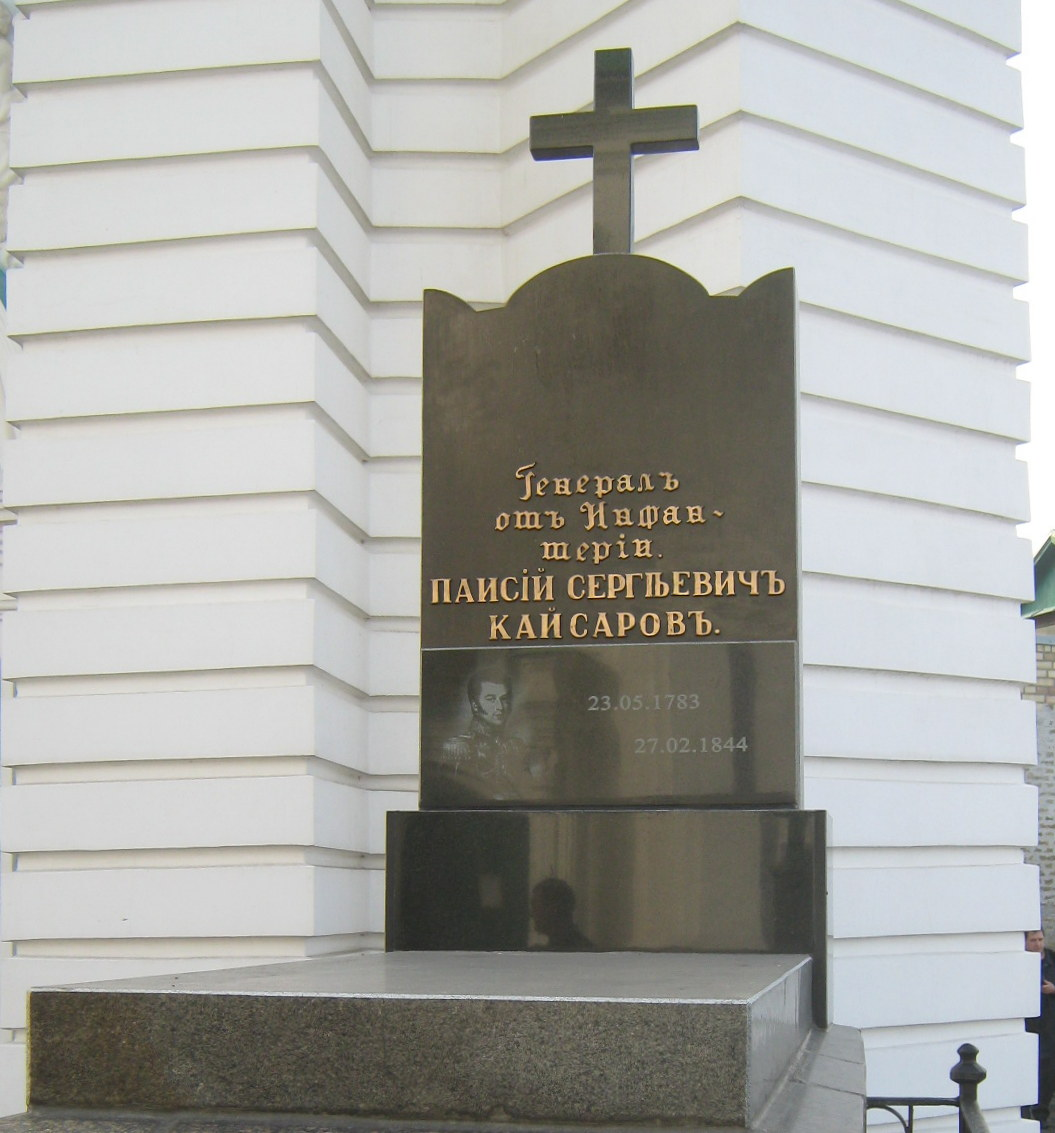
Могила Паїсія Кайсарова

З 1841 року жив у Києві, служив на посаді командира корпусу. З 1842 року за станом здоров'я в запасі. Помер 27 лютого 1844 року. Похований в Києві на кладовищі на Дальніх печерах в Києво-Печерській лаврі.

## Нагороди
Нагороджений російськими орденами Святого Володимира 1 ступеня, Святого Олександра Невського, Святого Георгія 3 класу, Святої Анни 1 ступеня, з алмазами, і 3 ступеня; іноземними: австрійським Марії Терезії, прусським Червоного Орла, шведським Меча і баварським Максиміліана; золотою шпагою, з алмазами, і медалями: дворянською, за вхід в Париж, за кампанію 1812 року, і польською відзнакою «За військові гідності» 1 ступеня.

## Пам'ять
На честь Паїсія Кайсарова носила назвву вулиця Холодноярська з 1962 до 2022 року. 